# Wassererkenntnis

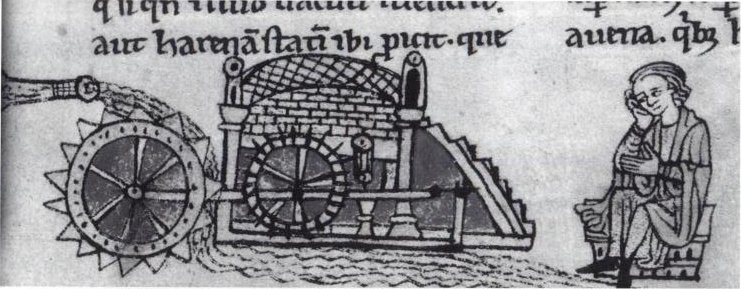
Mittelalterliche Darstellung einer Wassermühle

Die Wassererkenntnis war eine spätmittelalterliche Steuer (Anerkennungsgebühr, Konzessionsabgabe), die der Landesherr für die Nutzung der Wasserkraft von Bächen und Flüssen erhob. Abgabepflichtig waren u. a. die Besitzer von Wassermühlen und mit Wasserkraft angetriebenen Hammerwerken und Schleifkotten. Mit Hilfe erhalten gebliebener Urbare werden Besitzstände, die Existenz ehemaliger Kotten und Information über den Steuerpflichtigen erforscht.